# Joseph Victor Aubernon
Joseph Victor Aubernon est un homme politique français, né le 28 novembre 1783 à Antibes et mort le 29 octobre 1851 à Paris. Il est le fils de Philippe Aubernon (1757-1832).

## LePremier Empire
D'abord adjoint au commissaire des guerres (octobre 1804), il devient commissaire des guerres en 1808 et participe à ce titre à la campagne de Wagram.
À son retour en France, il devient auditeur au Conseil d'État (1809), puis accomplira des taches de « comptabilité administrative » en Italie et en Hollande.
En 1812, il est adjoint, en qualité d'auditeur d'ambassade, à la mission de Pradt à Varsovie (1812).
De retour au pays, il seconde le Comte de Valence à l'organisation de la défense du midi.
Enfin, en 1814, Napoléon Ier le nomme préfet de l'Hérault, charge qui lui sera confirmée par la Première Restauration. Il démissionne le 3 avril 1815 à l'annonce du retour de l'Île d'Elbe

## LaRestauration
Avec le retour des Bourbons, il abandonne toutes ses fonctions et achète une charge d'agent de change (1814).

## LaMonarchie de Juillet
Il réapparait sur la scène politique le 28 octobre 1830 en étant élu, sans adversaire, Député du Var (1830-1831). Il remplace ainsi le Marquis de Lyle-Tanlanne, démissionnaire, qui ne souhaite pas sièger sous le Gouvernement de Juillet. Il avait été nommé le 1er août 1830 préfet de Seine-et-Oise. Il n'a pas donné son congé dans les délais voulu par la loi, préférant rester préfet.        
Aubernon, soutenant de ses votes le régime sera récompensé par sa nomination comme Pair de France le 11 octobre 1832.
Le 3 juin 1848, il sera mis à la retraite comme ancien préfet.
Il est nommé Chevalier de la Légion d'honneur en 1815.

## Source
- « Joseph Victor Aubernon », dans Adolphe Robert et Gaston Cougny, Dictionnaire des parlementaires français, Edgar Bourloton, 1889-1891 [détail de l’édition]